# Maccagno
Maccagno (Macagn in dialetto varesotto) è una località di 2 041 abitanti, centro storico del comune di Maccagno con Pino e Veddasca della provincia di Varese in Lombardia, di cui costituisce un municipio.
Metà paese vanta una storia del tutto particolare, che ne ha fatto per quasi un millennio un'entità giuridica di natura quasi statale. Fino al 3 febbraio 2014 ha costituito un comune autonomo.

## Storia

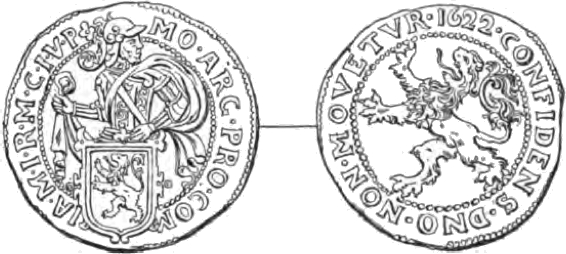
Un tallero di Maccagno del 1622.

Per comprendere la storia di Maccagno bisogna innanzitutto considerare l'elemento di divisione geografica del nucleo urbano, escluse quindi le frazioni esterne, rappresentato dal torrente Giona. Il primo insediamento abitativo si sviluppò sul lato meridionale del fiume, e fu questa Maccagno ad accogliere, nel 962, l'imperatore Ottone I, impegnato nelle guerre di dominio contro il Re d'Italia Berengario I. Se è forse da ascrivere a leggenda il fatto che i maccagnesi addirittura salvarono la vita all'augusto sovrano nel corso di una tormentata traversata del Verbano in cui la barca dell'imperatore sarebbe stata sorpresa da un temporale, è certo che il soggiorno di Ottone in paese fu tanto ben allietata dagli abitanti che alla località fu concesso un diploma che la definì "curtis imperialis", autonoma e sovrana e successivamente concessa ai conti Mandelli.
Nel Basso Medioevo la crescita edilizia del villaggio portò le prime case edificate a nord del Giona, che tuttavia segnava il limite del territorio privilegiato concesso da Ottone: fu così che si originò quell'originale divisione in cui Maccagno visse per quasi mille anni. A sud del Giona prosperò Maccagno Inferiore o Maccagno imperiale, comune libero imperiale che godette di totale autogoverno amministrativo rispetto alle varie autorità che si avvicendarono nei secoli, e che ingaggiò con i sovrani di Milano una mai risolta lotta nel rivendicare addirittura un autogoverno politico; a nord del Giona si evolse invece il comune di Maccagno Superiore, un normalissimo municipio che seguì le vicende secolari della Pieve di Val Travaglia in cui era inserito.
Il 16 luglio 1622 Giacomo III Mandelli, conte di Maccagno imperiale, ricevette dall'imperatore Ferdinando II il permesso di coniare monete nel suo feudo. La zecca fu attivata nel corso di quello stesso anno, dedicandosi però essenzialmente alla speculazione, realizzando contraffazioni di monete svizzere, del Nord Europa e del vicino Ducato di Milano. La zecca non avrebbe più lavorato dopo 1661.
Nel 1692 Carlo Borromeo Arese, marchese di Angera, acquisì il feudo da Gian Battista Mandelli e vide venirgli rinnovata la concessione imperiale del diritto di zecca.. Il feudo rimase alla famiglia Borromeo fino alla soppressione dei feudi imperiali nel 1798. Fu infatti l'arrivo di Napoleone a cancellare la peculiare condizione di Maccagno: seguendo i dettami politici e ideologici della Rivoluzione francese che vedevano nel feudalesimo un retaggio anacronistico del Medioevo, il generale corso fece anche di Maccagno Inferiore un normale comune della Repubblica Cisalpina, abolendone ogni privilegio ed autonomia.
La cancellazione del feudo imperiale non coincise però con quella delle autorità comunali, dato che gli austriaci al loro ritorno nel 1815 emanarono un decreto, anch'esso ispirato da motivi ideologici seppur contrapposti a quelli napoleonici, che riportò tutti i comuni della Lombardia alla loro giurisdizione esistente vent'anni prima. Le due Maccagno continuarono dunque la loro vita separata, e come tali sopravvissero anche dopo l'unità d'Italia. Fu il fascismo a chiudere definitivamente un anacronismo storico, riproponendo i decreti napoleonici che erano stati cancellati dagli austriaci: fu così che nel 1927 Maccagno Superiore annesse Maccagno Inferiore, come pure Campagnano, Garabiolo e Musignano, divenendo successivamente e semplicemente "Maccagno" (D.P.R. n. 564 del 9 luglio 1953).

Territorio dell'ex comune di Maccagno nella provincia di Varese al momento della sua soppressione.

Durante la seconda guerra mondiale, nel periodo dell'occupazione tedesca e della Repubblica Sociale Italiana, il maresciallo dei carabinieri Enrico Sibona, nato a Torino nel 1904 e in servizio a Maccagno dal 1939 al 1946, protesse dalla deportazione alcuni ebrei lì residenti, favorendo la loro fuga. Tradito da un delatore, Sibona fu internato in un campo di concentramento tedesco dal quale a stento sopravvisse. Per questo suo impegno di solidarietà, pagato a così caro prezzo, il 4 ottobre 1992, l'Istituto Yad Vashem di Gerusalemme ha conferito al maresciallo Sibona l'alta onorificenza dei giusti tra le nazioni.
Nel 1955 ha ceduto la frazione di Colmegna al comune di Luino.
Dal 4 febbraio 2014, a seguito di un referendum consultivo tra la popolazione, il comune di Maccagno è stato sciolto ed è confluito, insieme con quelli di Pino sulla Sponda del Lago Maggiore e Veddasca nel comune di Maccagno con Pino e Veddasca.

### Simboli
Lo stemma concesso al comune di Maccagno il 5 giugno 2001, assieme al gonfalone, si poteva blasonare:
interzato in fascia: nel primo, di azzurro, al leone illeopardito di rosso, passante sulla partizione, accompagnato nel cantone destro del capo dalla stella di otto raggi d'oro; nel secondo, d'oro, alla torre di rosso, mattonata di nero, merlata alla ghibellina di cinque, aperta del campo, fondata sulla partizione; nel terzo, d'azzurro, alle lettere maiuscole di rosso M e A affiancate.

## Monumenti e luoghi d'interesse
A Maccagno, in una costruzione "a ponte" che sovrasta la foce del torrente Giona, si trova il Museo Parisi-Valle; progettato da Maurizio Sacripanti, ospita a rotazione esposizioni di arte contemporanea. Un altro edificio di pregio è la chiesa parrocchiale, dedicata a san Materno.
A Veddo, frazione di Maccagno, nacque l'architetto Ferdinando Caronesi, attivo nella prima metà dell'Ottocento a Torino e nel Novarese-Verbano.
A Maccagno sulla costa del Lago Maggiore si trova una falesia attrezzata come palestra di roccia e chiamata "Il Cinzanino". La falesia è in gestione alla sezione di Luino del Club Alpino Italiano.

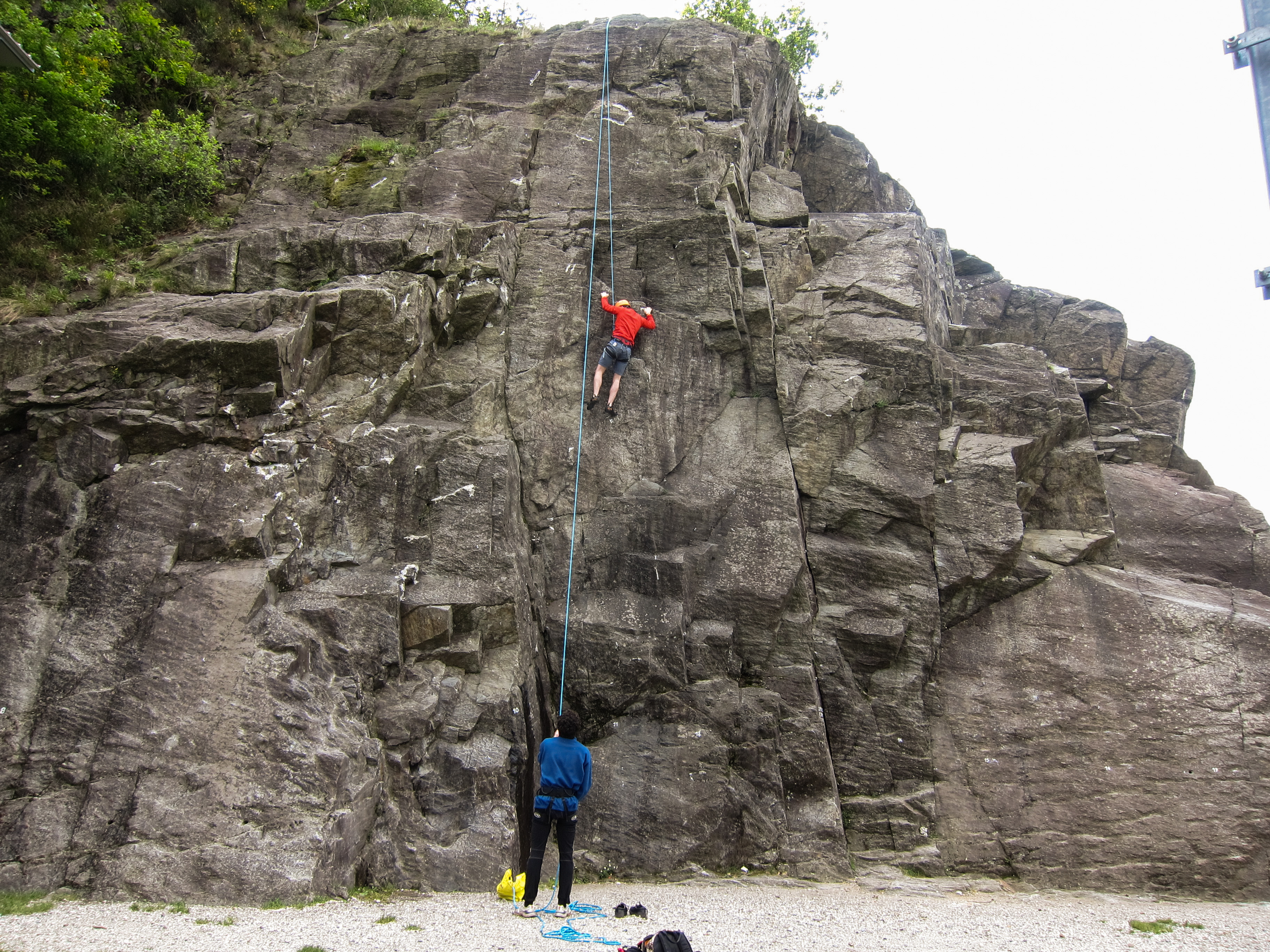
Degli arrampicatori praticano arrampicata sportiva alla falesia "Il Cinzanino" di Maccagno

Nella frazione di Maccagno Inferiore è ancora visibile l'antica sede della zecca, sopravvissuta a vari rimaneggiamenti e ora sede dell'albergo Torre Imperiale.

## Società

### Evoluzione demografica
Maccagno Superiore
- 401 nel 1751
- 350 nel 1805
- 445 nel 1853
- 524 nel 1881
- 621 nel 1901
- 703 nel 1921

Abitanti censiti

## Amministrazione
Il comune di Maccagno faceva parte della Comunità Montana Valli del Luinese.